# Macarani
Macarani is een gemeente in de Braziliaanse deelstaat Bahia. De gemeente telt 16.940 inwoners (schatting 2009).

## Aangrenzende gemeenten
De gemeente grenst aan Encruzilhada, Itambé, Itapetinga, Itarantim, Maiquinique, Potiraguá, Ribeirão do Largo, Bandeira (MG), Jordânia (MG) en Mata Verde (MG).